# Urška Rabič
Urška Rabič, slovenska smučarka, * 20. marec 1985, Mojstrana.
Rabičeva je za Slovenijo nastopila na Zimskih olimpijskih igrah 2006 v Torinu, kjer je nastopila v smuku, superveleslalomu in alpski kombinaciji. Največji uspeh je dosegla v superveleslalomu, kjer se je uvrstila na 18. mesto. Po sezoni 2007/08 je končala s kariero.